# Паренчук Ігор Валерійович
Ігор Валерійович Паренчук (нар. 18 липня 1967 року, Одещина, Україна) – заступник директора Українського національного офісу інтелектуальної власності та інновацій (УКРНОІВІ, також відомий як IP офіс), голова Атестаційної комісії УКРНОІВІ. Очолює напрям розвитку інновацій та економічних питань інноваційного розвитку, а також координує роботу мережі Центрів підтримки технологій та інновацій (TISC) та National IP&Innovations Hub. Автор та власник понад 70 охоронних документів на об’єкти інтелектуальної власності.

#### Освіта
У 1986 році закінчив Донецький електрометалургійний технікум за напрямом «КВП і Автоматика» та отримав диплом техніка-електрика.
У 1992 році закінчив Харківське вище військове авіаційне інженерне училище за напрямом підготовки «Авіаційне обладнання» та отримав диплом спеціаліста.
У 1995 році закінчив Донецький державний університет за спеціальністю «Економіка і управління» та отримав диплом спеціаліста.
У 2005 році закінчив Донецький державний університет управління за спеціальністю інтелектуальна власність та отримав диплом магістра, в 2009 році у цьому ж університеті отримав диплом магістра «Керівник проектів та програм». 
У 2021 році закінчив Національний університет «Одеська юридична академія» та отримав диплом бакалавра права.
У 2023 році закінчив Запорізький національний університет за спеціальністю «Право» та отримав диплом магістра.

#### Кар’єра
З 1992 року до 1994 року працював енергетиком відділу капітального будівництва в ТОВ «Торезький завод наплавочних твердих сплавів».
З 1994 року до 1995 року працював головним фахівцем фінансового відділу Українського науково-виробничого концерну «УКРКОЛЬОРМЕТ».
Упродовж 1996–1997 років був технічним директором ТОВ «Донецькресурси».
З 1997 року до 2001 року обіймав посаду технічного директора ТОВ «Фірма “УНІКОН”».
З 2001 року до 2017 року очолював ТОВ «Фірма “УНІКОН”».
З червня 2022 року до січня 2023 року працював фахівцем з управління проектами в ДП «Конструкторське бюро “Івченко-Прогрес”».
У січні 2023 року долучився до команди Українського національного офісу інтелектуальної власності та інновацій, з березня 2023 року і дотепер – заступник директора ІР офісу. 
З 26 вересня 2024 року – голова Атестаційної комісії УКРНОІВІ.

#### Винахідницька та професійна діяльність
З початку 2000-х років займався активною дослідницькою та винахідницькою діяльністю, зокрема, в галузі металургії. 
Автор та власник понад 70 охоронних документів на об’єкти інтелектуальної власності, зокрема восьми патентів на винаходи (сфера металургійної промисловості і зварювального виробництва), багато років безпосередньо займався розробкою нової продукції та впровадженням її та інших розробок на металургійних підприємствах.
У 2009 році нагороджений за активну винахідницьку діяльність грамотою Державного Департаменту інтелектуальної власності з врученням нагрудного значка «Творець».
Проходив підготовку за напрямом оцінки майна.
У січні 2017 року був атестований як патентний повірений України, спеціалізація діяльності – «винаходи і корисні моделі», «промислові зразки» (призупинено повноваження як представника у справах інтелектуальної власності з 1 лютого 2023 року).
У травні 2022 року йому присвоєно кваліфікацію судового експерта.